# Асландуз
Асланду́з (перс. اصلاندوز‎) — город в Иране. Расположен у водохранилища Мильско-Муганской водозаборной плотины, на правом берегу реки Аракс (бассейн Куры) при впадении в неё реки Кара-Су, напротив азербайджанского города Горадиз. Административный центр шахрестана Асландуз в остане Ардебиль.
Во время русско-персидской войны (1804—1813) у Асландузского брода через реку Аракс 19 (31) октября и 20 октября (1 ноября) 1812 года состоялось Асландузское сражение, в ходе которого российский отряд под командованием генерал-майора Петра Степановича Котляревского разбил превосходящие войска под командованием персидского наследника престола Аббас-Мирзы.
В 1971 году были сданы в промышленную эксплуатацию гидроузел «Аракс» и Мильско-Муганская водозаборная плотина, построенные на основании межправительственного соглашения между СССР и Ираном об экономическом и техническом сотрудничестве. Собранная в водохранилище вода благодаря Мильско-Муганской водозаборной плотине длиной 3 км и высотой около 9 м направлялась на орошение поровну между советской и иранской сторонами.